# Blanka (hrušeň)
Blanka (Pyrus communis 'Blanka') je ovocný strom, kultivar druhu hrušeň obecná z čeledi růžovitých. Plody jsou řazeny mezi odrůdy raně zimních hrušek, sklízí se v říjnu, dozrává v listopadu, skladovatelné jsou do ledna.

## Historie

### Původ
Byla vyšlechtěna v ČR v roce 2004, ve šlechtitelské stanici v Těchobuzicích. Odrůda je křížencem odrůd 'Boscova lahvice' a 'Drouardova'.

## Vlastnosti
Odrůda je cizosprašná, kvete brzy. Vhodnými opylovači jsou odrůdy Laura, Milka, Alfa, Grosdemange, Dita.

### Růst
Růst odrůdy je střední. Habitus koruny je pyramidální.

## Plodnost
Plodí časně, hojně a pravidelně.

## Plod
Plod je kuželovitý, velký. Slupka hladká, žlutozeleně zbarvená s výraznými lenticelami. Dužnina je bílá, jemná, se sladce navinulou chutí, aromatická.

## Choroby a škůdci
Odrůda je považována za dostatečně odolnou proti strupovitosti a mrazům. Stejně jako ostatní odrůdy není odolná proti spále.

## Použití
Odrůdu lze použít do všech poloh na stanoviště zásobená živinami a vláhou.